# Ang Rita
Ang Rita (1948 Nepál – 21. září 2020) byl nepálský horolezec a šerpa. Stal se prvním člověkem, který vystoupil 10krát na nejvyšší horu světa Mount Everest. Jako výškový nosič horolezeckých výprav vystoupil i na další osmitisícovky (celkem 21×), jako jsou Dhaulágirí, Čo Oju, Makalu a Kančendženga, kterou zdolal v zimním období. V letech 1983–1996 vystoupil 10× na Mount Everest bez použití umělého kyslíku z toho jednou v zimním období a jednou ze severu z Číny.
Na jaře 1984 se účastnil československé expedice s Dinou Štěrbovou a Věrou Komárkovou na Čo Oju. Na podzim lezl opět v československé expedici na Mount Everest jižním pilířem spolu s Jozefem Psotkou a Zoltánem Demjánem. Při návratu z vrcholu cestou přes Jižní sedlo Jozef Psotka zahynul, když se zřítil z ledovce. Byl posledním, kdo Jozefa Psotku viděl živého, na popud Československa se musel v Nepálu zodpovídat z toho, že zanechal Jozefa Psotku samotného v roztrhaném stanu na Jižním sedle.
Po posledním výstupu na Mount Everest v roce 1996 pro onemocnění cirhózou ukončil horolezeckou činnost. Jeho dva synové jsou také horolezci, již zdolali několik osmitisícovek. Ang Rita je znám i pod přezdívkou „Sněžný leopard“.